# Niels Dubost
 (mai 2025).
Niels Dubost est un acteur français né le 9 décembre 1967.

## Filmographie

### Cinéma
- 1991 : Pour Sacha : Simon
- 1991 : Le Ciel de Paris : Pierre
- 1992 : L'Accompagnatrice : le jeune homme dans le train
- 1996 : Beaumarchais, l'insolent : le comte Almaviva
- 1996 : Le Contre-ciel
- 1997 : Dobermann : le policier
- 1998 : Taxi : Karl, le braqueur allemand
- 1998 : Ne prends pas le large
- 1999 : Une pour toutes : François
- 2000 : Paris boum boum
- 2000 : Fils de personne
- 2001 : Les Jolies Choses : l'homme de la boîte de nuit
- 2001 : Tanguy : Paul jeune
- 2001 : Celui qui expie
- 2002 : Laissez-passer : Didot
- 2002 : Funeral
- 2003 : 10% actif : Arno
- 2003 : Les Eaux de Bezatha
- 2005 : Patiente 69 : l'infirmier
- 2006 : Comme un lundi
- 2006 : Les Irréductibles : le prof de maths
- 2007 : 99 Francs : Père Groobad
- 2007 : Je suis une amoureuse
- 2008 : Bonjour... Je m'appelle Maxime Renard : Maxime Renard
- 2012 : Les Infidèles : Arnaud
- 2012 : Arrête de pleurer Pénélope : le notaire
- 2012 : Quand je serai petit : le parlementaire danois
- 2013 : Lapsus : Martin
- 2015 : Kickback : le médecin
- 2016 : Vardøger
- 2016 : Après les cendres
- 2017 : Bimbo : Pierre
- 2019 : Deux Moi : le quatrième collègue de Rémy
- 2019 : The Space Inside of Us : Jan
- 2019 : Toute ressemblance... : le deuxième acctionnaire
- 2019 : Baiser
- 2019 : Arash Toi ! : le professeur
- 2021 : Troubadours célestes : Pierre Vaillancourt
- 2022 : Jack Mimoun et les secrets de Val Verde : Léopold Diaz

### Télévision
- 1992 : Un été glacé : Pierre
- 1992 : La Femme abandonnée : le jeune homme sur la plage
- 1993-2005 : Julie Lescaut : Damien Leroux et Jon (2 épisodes)
- 1994 : Un jour avant l'aube : Steinbach
- 1995 : L'Annamite : Gérard
- 1997 : Les Braconniers de Belledombre : Richard
- 1998 : Dossiers : Disparus : Cyril Orblin (1 épisode)
- 1998-1999 : H : Rémi (3 épisodes)
- 1999 : Nora : Olivier
- 1999 : La Crim' : Éric Shuller (1 épisode)
- 2001 : Avocats et Associés : le photographe (1 épisode)
- 2001 : La Juge Beaulieu : Moureux
- 2002 : Boulevard du Palais : Leblanc (1 épisode)
- 2002-2007 : Malone : Lefèvre (6 épisodes)
- 2004 : Juliette Lesage, médecine pour tous : Barrault (1 épisode)
- 2004 : Joséphine, ange gardien : Philippe Van Gossen (1 épisode)
- 2005 : Les Hommes de cœur : le père de la famille Chamil (1 épisode)
- 2006 : Sœur Thérèse.com : Antoine Doucet (1 épisode)
- 2007 : Nous nous sommes tant haïs : Robert Destrade
- 2007 : Ondes de choc : Lieutenant Carols (3 épisodes)
- 2008 : Femmes de loi : Sergio (1 épisode)
- 2008-2013 : RIS police scientifique : Guillaume Dumas et le joggeur Nico (2 épisodes)
- 2009 : Ah, c'était ça la vie ! : Markovitch (2 épisodes)
- 2010 : La Peau de chagrin : Duc de Navareins
- 2010 : Enquêtes réservées : le directeur de la faculté (1 épisode)
- 2011 : Tout le monde descend ! : le professeur
- 2011 : Amoureuse : Nikola Arnao
- 2011 : Au bonheur des dames, l'invention du grand magasin : Maillard
- 2012 : Profilage : Éric Malafosse (1 épisode)
- 2013 : Le Goût du partage : l'hôtelier
- 2017 : Section de recherches : Paul Francourt (1 épisode)
- 2018 : Cassandre : le directeur de la clinique (1 épisode)
- 2020 : Un si grand soleil : M. Tesson (20 épisodes)
- 2022 : HPI : Prêtre Clément (2 épisodes)